# Крышталь, Александр Филиппович

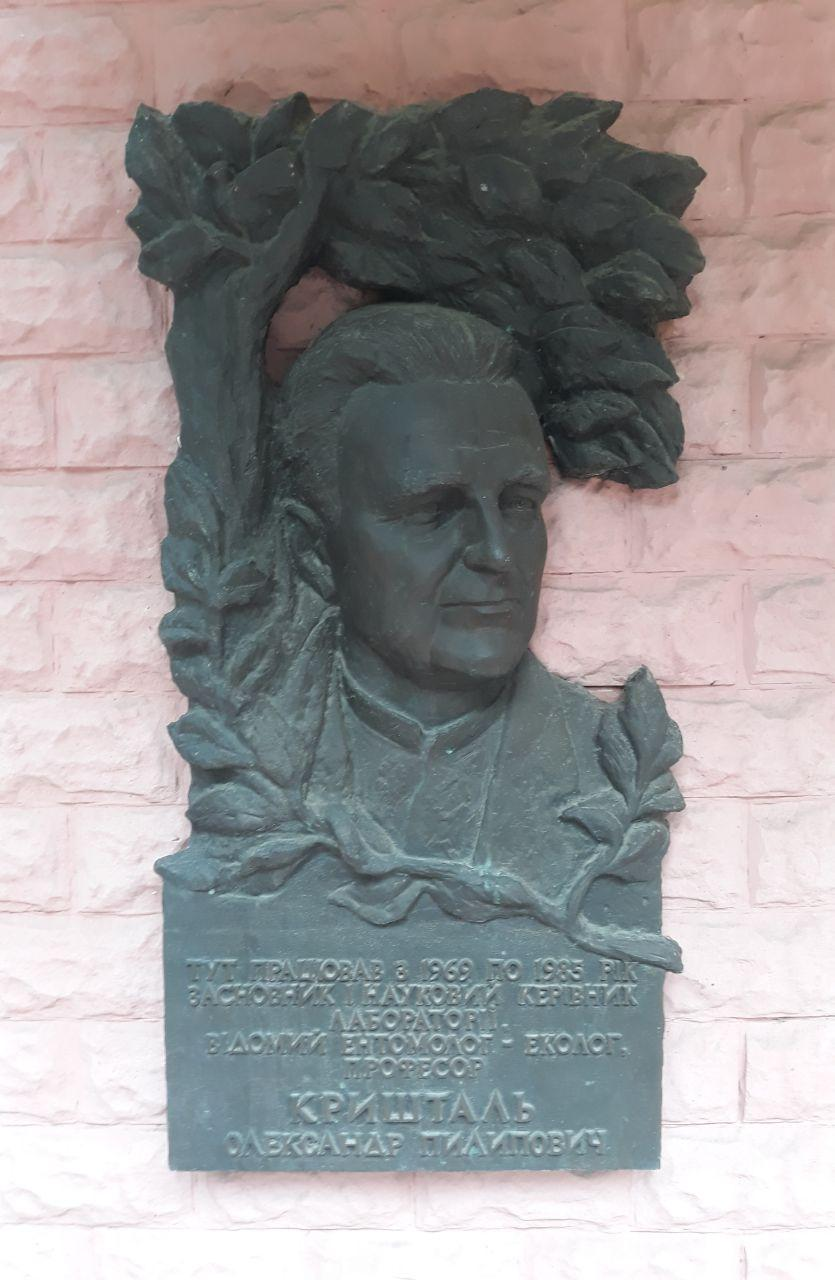
Памятная доска на здании Института биологии и медицины КНУ

Александр Филиппович Крышталь (укр. Олександр Пилипович Кришталь; 4 сентября 1908, Слепцовская, Терская область — 11 марта 1985, Киев) — советский энтомолог, доктор биологических наук, профессор, дважды лауреат Государственной премии УССР в области науки и техники (1976, 1987).

## Биография
Родился 4 сентября 1908 года в станице Слепцовская Грозненской области (на 2018 год город Сунжа, Республика Ингушетия). Отец работал железнодорожником.
В 1927 году работал на Киевской областной сельскохозяйственной опытной станции. С 1929 го 1935 годы учился в Киевском университета, после его окончания поступил в аспирантуру к профессору А. Г. Лебедеву. В период обучения работал на Белочерковской селекционной станции, в Среднеднепровском заповеднике и заповеднике Конча-Заспа, позже эти территории были присоединены к Каневскому заповеднику.
С 1936 по 1938 год работал в Институте зоологии АН УССР и в это же время вёл преподавательскую деятельность в Киевском университете.
Во время Великой Отечественной войны был призван на фронт.
После демобилизации вернулся в университет, в 1944 году получил звание доцента.
В 1946—1948 годах возглавлял Каневский заповедник, который подчинялся университету, на базе которого была основана школа украинских энтомологов и было развито почвенно-зоологическое направление исследований, в 1947 году был издан «Сборник работ Каневского биогеографического заповедника», им также была основана научно-исследовательская лаборатория зоологии и экологии на базе кафедры беспозвоночных Киевского университета. С 1960 по 1981 был заведующим кафедрой зоологии беспозвоночных университета. При котором организовал на биологическом факультете лабораторию экологии и токсикологии.
Сын — Олег Александрович Крышталь биофизик, доктор биологических наук, академик НАН Украины и член-корреспондент РАН.
Умер 11 марта 1985 года.

## Научная деятельность
Автор более 160 научных трудов. Подготовил более 40 кандидатов и шесть докторов наук.

### Научные труды
- Кришталь О. П. Ентомофауна грунту та підстилки в долинi середньоï течiï р. Дніпра / Киев, 1956. — 423 c.
- Костюк Ю. О., Долін В. Г., Мамонова В. О., Петруха О. Й., Лівшиць І. З., Кришталь А. П., Васильєв В. П. Монографія в трьох томах «Вредители сельскохозяйственных культур и лесных насаждений», опубліковану в 1973—1975 роках[13].

## Награды
- дважды Государственная премия УССР в области науки и техники (1976, 1987);
- Орден Трудового Красного Знамени;
- Орден «Знак Почёта»;
- пять медалей.